# Kenchigondanakoppa, Shikarpur
Kenchigondanakoppa là một làng thuộc tehsil Shikarpur, huyện Shimoga, bang Karnataka, Ấn Độ.